# Adrian Tekliński
Adrian Tekliński (Brzeg, 3 november 1989) is een Pools voormalig weg- en baanwielrenner. In 2017 won hij de scratch op de wereldkampioenschappen baanwielrennen.

## Palmares

### Wegwielrennen
2014
3e etappe Bałtyk-Karkonosze-Tour

### Baanwielrennen
| Jaar     | PK                                                                                  | EK         | WK       | Overig                                                  |
| Junioren | Junioren                                                                            | Junioren   | Junioren | Junioren                                                |
| -------- | ----------------------------------------------------------------------------------- | ---------- | -------- | ------------------------------------------------------- |
| 2006     |                                                                                     | teamsprint |          |                                                         |
| Belofte  |                                                                                     |            |          |                                                         |
| 2008     |                                                                                     | teamsprint |          |                                                         |
| 2009     |                                                                                     | teamsprint |          |                                                         |
| 2010     |                                                                                     | teamsprint |          |                                                         |
| Elite    |                                                                                     |            |          |                                                         |
| 2008     | 1km tijdrit                                                                         |            |          |                                                         |
| 2009     | keirin · sprint · 1km tijdrit                                                       |            |          | GP Vienna: sprint, teamsprint                           |
| 2010     | keirin · 1km tijdrit · sprint                                                       |            |          | GP Prostějov: sprint GP Vienna: 1km tijdrit, teamsprint |
| 2011     |                                                                                     |            |          |                                                         |
| 2012     |                                                                                     |            |          |                                                         |
| 2013     | scratch · omnium · ploegenachtervolging · 1km tijdrit · koppelkoers · achtervolging |            |          |                                                         |
| 2014     |                                                                                     |            |          | Anadia: scratch, omnium                                 |
| 2015     | omnium · puntenkoers                                                                | scratch    |          | Anadia: scratch                                         |
| 2016     | achtervolging · omnium · koppelkoers                                                | scratch    |          | GP Prostějov: scratch                                   |
| 2017     | koppelkoers                                                                         |            | scratch  |                                                         |
| 2018     | scratch · koppelkoers · ploegenachtervolging · afvalkoers                           |            |          | GP Poland: ploegenachtervolging                         |
| 2019     | teamsprint                                                                          |            |          |                                                         |

## Ploegen
- 2013 –  Bank BGŻ
- 2015 –  Kolss BDC Team (vanaf 1-5)
- 2016 –  SKC Tufo Prostějov
- 2017 –  SKC Tufo Prostějov

- Virtual International Authority File: 6482149844964602960006